# Tortillitas de camarones
Le tortillitas de camarones sono frittelle di gamberetti tipiche della provincia di Cadice in Spagna. 
Si preparano con una pastella di farina di frumento, farina di ceci, acqua, cipolla (in alternativa scalogno), prezzemolo, gamberi, sale e pepe. La pastella viene poi fritta su entrambi i lati in una padella con abbondante olio d'oliva. Di solito viene servito con piccoli contorni.
In Andalusia si usa tipicamente la specie di gambero palaemon longirostris, che è chiamata localmente camarón e che è difficile da trovare al di fuori dell'Andalusia. Poiché i gamberi sono molto piccoli, è difficile sgusciarli e quindi vengono cotti interi.
Il piatto è originario di Cadice o di San Fernando e divenne famoso nel XIX secolo, anche se probabilmente la sua origine risale all'inizio del XVI secolo. Alla sua invenzione contribuì probabilmente la colonia genovese presente a Cadice e potrebbe derivare dall'unione della farinata genovese con la gachuela spagnola.